# Ona de xoc
En mecànica de fluids una ona de xoc és una ona de pressió forta que produeix diferències de pressió extremes a través d'explosions o altres fenòmens. L'ona de pressió es mou com un front d'ones pel medi. Està associada a la idea d'una transició sobtada i sovint es crea mitjançant una explosió o un xoc d'alta intensitat.

## Aparició i propietats fonamentals d'ones de xoc

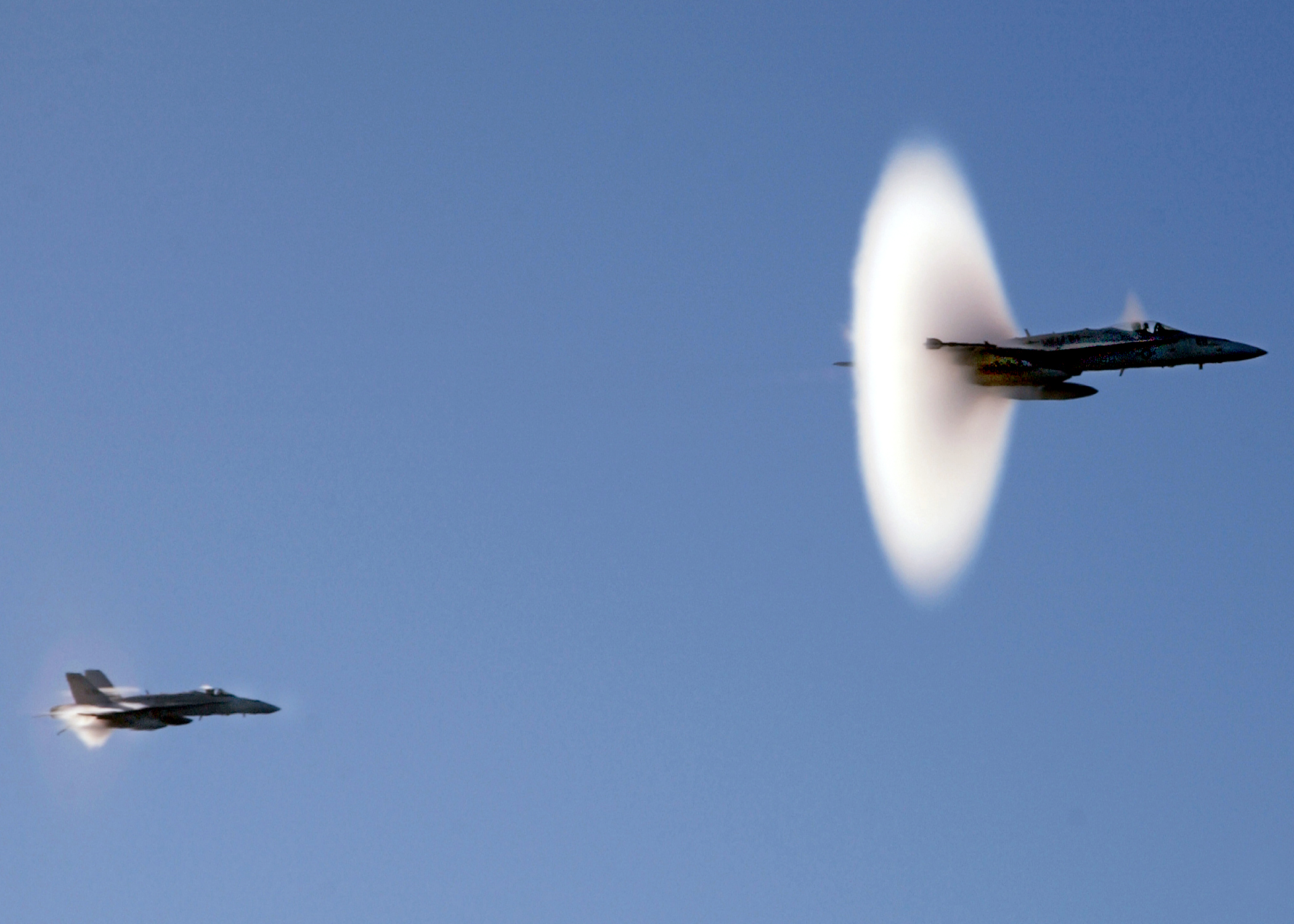
Un avió supersònic trenca la barrera del so sobre el Pacífic (gener 2004).

En medis compressibles (com ara els gasos) es propaguen pertorbacions com a ones de pressió, com per exemple variacions de pressió, causades per alguna pertorbació que es desplaça pel medi. Aquestes ones es mouen pel medi a la velocitat del so; si la pertorbació que les provoca es mou lentament respecte a la velocitat del so, l'ona de pressió es pot distribuir pel medi de manera que compensa la pertorbació i així es comporta igual que un medi incompressible.
Però si la pertorbació que causa les ones de pressió es mou més ràpid que la velocitat del so en el medi, la matèria del medi en les proximitats de l'origen de la pertorbació no pot reaccionar suficientement ràpid per a evitar la pertorbació. Les diferents magnituds (densitat, pressió, temperatura, velocitat, etc.) no canvien gairebé més que per adaptar-se momentàniament a la pertorbació. Així, es produïxen ones de pertorbació estretes amb una pressió creixent, anomenades «ones de xoc», que poden causar un augment brusc de la temperatura del material. Finalment, les ones de xoc decreixen en intensitat fins a convertir-se en ones de pressió normals quan el medi absorbeix la seva energia.

## Una definició problemàtica
Un xoc segons l'ús corrent, és una transició brutal, no progressiva, sense intermedi. Es pot definir aquesta idea de forma matemàtica, formalment rigorosa, amb la noció de continuïtat. Per definició dins un espai continu s'hi poden trobar sempre punts intermedis. Un xoc pels matemàtic, és doncs una transició discontinua.
L'existència de xocs sembla incompatible amb un principi de Leibniz: la natura no fa pas salts. Les observacions corrents semblen contradir aquest principi. La transició espacial a la interfície entre un líquid i el seu vapor sembla bastant brutal. O bé hi ha un líquid o bé hi ha per un vapor, i es passa brutalment d'un a l'altre. La veritat no és pas simple. Es pot modelitzar la interfície líquid-vapor mitjançant una transició contínua on la concentració de les molècules (o la possibilitat de la seva presència) passa contínuament del seu valor dins el líquid al del vapor. Més generalment, per tot model discontinu, es pot trobar un model continu que li és molt semblant (tant semblant com es vol). La distinció entre continuïtat i discontinuïtat no té per tant sentit des del punt de vista de la física experimental. Es pot triar el models que es volen. Això depèn sols del que es vol fer. Però des del punt de vista matemàtic, el principi de Leibniz és bastant just: tot allò que existeix pot ser descrit per funcions.
Una ona en el sentit físic és un camp. La superfície agitada (sense esquitxades ni rompre les ones) d'un llac en és un exemple bastant intuïtiu. L'alçada de l'aigua pot variar en l'espai (la superfície del llac) i en el temps. El moviment de la superfície es descriu matemàticament per una funció h de tres variables x, y i t. h(x, y, t) és l'alçada de l'aigua en un punt (x, y) a l'instant t.
Una ona de xoc és un camp on hi ha una transició espacial discontinua en moviment.

## Una teoria simple de la formació d'ones de xoc
Un descobriment matemàtic de Siméon-Denis Poisson sobre una de les equacions en derivades parcials més simples ha conduït al desenvolupament d'una teoria matemàtica de les ones de xoc. Les equacions en derivades parcials són les principals equacions que permeten estudiar la dinàmica de les ones, és a dir, les lleis del moviment de les ones.
En el cas estudiat per Poisson, es pot descriure el moviment d'una manera intuïtiva: cada punt de l'onda sembla desplaçar-se a una velocitat característica: si se segueix l'ona partint d'aquest punt, l'estat de l'ona (l'alçada de l'aigua, ...) no canvia pas. La noció de velocitat característica se generalitza a casos més complicats (espais en dues o tres dimensions) per als quals l'explicació aquí a baix no és menys vàlida. En el cas del so, la velocitat característica del so (el so és una ona de pressió en un gas, els líquids i els sòlids). De forma general, la velocitat característica és la velocitat de propagació de petites pertorbacions.
En el cas estudiat per Poisson, es pot preveure simplement l'evolució de la forma d'una ona. És una ona en moviment en una direcció i suposam que la velocitat característica varia amb l'altura de l'ona. Si la velocitat a la part més alta és més gran que a la base, el cim passa a la base, la cara davant de l'ona esdevé més i més abrupte. Si la velocitat de la cima és al contrari més petita al cim que a la base, és la cara de darrere de l'ona que esdevé cada vegada més abrupte. En els dos casos, una de les cares de l'ona esdevé vertical al cap d'un temps finit. Tot passa com si totes les parts de l'ona es concentressin en un mateix punt. Hi ha una classe d'implosió de l'ona sobre ella mateixa. Es pot pensar també en una compressió. És per això que les ones de xoc s'anomenen compressives.
De les ones de xoc es diu que són compressives. La velocitat característica de la part darrere del xoc és més gran que la velocitat del xoc, que és per ella mateixa més gran que la velocitat característica del davant del xoc. Aquestes dues inigualtats són les condicions de Peter Lax. Es verifiquen sempre per les ones de xoc acústiques. Durant molt de temps es va creure que sempre es verificaven, per diferents motius.
- No es coneixia un contraexemple.
- Són una conseqüència del caràcter comprensiu de la formació d'una ona de xoc.
- Un motiu intuïtiu: si la velocitat característica a darrere del xoc fos més petita que la velocitat del xoc, petites pertorbacions podrien desfer-se i restar endarrere, el xoc perdria així tota la seva energia. Seria el mateix si la velocitat característica a davant del xoc fos més gran que la velocitat del xoc.

Es defineix un xoc compressiu com una ona de xoc que obeeix les condicions de Lax.
Hi ha ones de xoc, que es poden estudiar experimentalment, i que no obeeixen pas les condicions de Lax. S'anomenen xocs no compressius.

## Noció usual d'ona de xoc
Tot moviment imposat d'una manera qualsevol a un gas es pot interpretar considerant una successió de petites pertorbacions que se propaguen amb la rapidesa del so. Si la seva intensitat és suficient, aquestes ones impressionen la nostra oïda.
En determinades condicions poden ser confinades en una zona a l'exterior de la qual res és audible. Aquest fenomen, anomenat ona de xoc, es troba en nombrosos problemes de dinàmica de gasos, particularment en aerodinàmica supersònica. En diferents branques de la física s'observen fenòmens similars.
Un mòbil crea ones de xoc si la seva velocitat esdevé superior a la velocitat del so (vegeu imatge a dalt). Es podria dir que un xoc es produeix quan el mòbil troba partícules gasoses que no han estat previngudes de la seva arribada.

## Història
L'any 1808 Poisson troba una solució amb discontinuïtat de les equacions d'Euler que satisfà la conservació de la massa i de la quantitat de moviment. Bernhard Riemann, en la seva tesi de 1860 no pogué dir si es tractava d'una solució realista o d'una simple curiositat matemàtica.
És Ernst Mach qui resol elegantment el problema publicant el 1876 una fotografia d'una ona de xoc produïda per una bala de fusell i tenint en compte que el paràmetre pertinent és la velocitat del mòbil a la rapidesa del so (el nombre de Mach).
William John Macquorn Rankine (1870) i Pierre-Henri Hugoniot (1887) establiren independentment les equacions d'ona de xoc basades en la conservació de la massa, de la quantitat de moviment i de l'energia. No donen cap indicació sobre el sentit del xoc i el problema fou resolt per Ludwig Prandtl l'any 1908. L'aparició d'una ona de xoc està lligada a l'augment de l'entropia degut a la compressió que fa passar de supersònica a subsònica. La transformació inversa de subsònica a supersònica es fa a través d'un fenomen isentròpic.

## Descripció
El con de Mach relacionat amb el nombre de Mach és una imatge simplificada però pertinent d'una ona de xoc real. Si un mòbil infinitament petit se desplaça a una velocitat inferior a la velocitat del so, les pertorbacions que crea s'allunyen del cos en totes les direccions. Quan passa Mach 1, les pertorbacions s'alineen en un con amb el mòbil al cim. D'aquesta manera s'introdueix una discontinuïtat, que es pot qualificar d'ona de xoc, entre l'interior del con pertorbat a l'exterior. Es tracta només d'una ona de xoc infinitesimal: l'exterior i l'interior tenen components molt poc diferents.
Amb un mòbil de dimensions finites apareix una vertadera ona de xoc. Es pot considerar que el con de Mach associat abans a un punt es descompon en línies de Mach. En el cas d'un mòbil de tossa no negligible, cada punt té el seu propi sistema de línies de Mach. Aquests sistemes diferents es combinen per donar l'ona, o les ones, de xoc que, superposant els efectes dels diferents punts sobre el cos, tenen ara una intensitat finita. Per indicacions sobre els fenòmens més complexes que es produeixen a la vora d'una ala d'avió, vegeu: Supersònic i Transsònic.
L'ona de xoc és doncs el lloc de modificacions brutals de la component de la velocitat normal al xoc, de la pressió i de la temperatura. Per altra banda, una ona de xoc és un ser físic que no pot tenir un gruix nul. Dins aquest espai es produeixen fenòmens particularment brutals que donen origen a ones "sòniques" observades a tota velocitat supersònica. Aquest gruix és prou petit per ser negligit en les aplicacions concretes, la qual cosa permet assimilar l'ona de xoc a una superfície matemàtica.
El fenomen de l'ona de xoc és universal dins la natura. Deixant a part el cas del pas d'un avió supersònic, el nostre planeta està envoltat d'una ona de xoc a la interfície del vent solar i la magnetosfera terrestre. De manera més general els xocs estan presents en els medis astrofísics. Per exemple, la connexió entre el vent solar i el medi interestel·lar local està marcat pel xoc heliosfèric que les sondes Voyager I i Pioneer 10 acaben de travessar. De l'explosió de les supernovae als esclat de raigs gamma hi ha tot un ventall d'objectes que produeixen una part de la seva emissió per la dissipació d'energia cinètica per ones de xoc.

## Fenòmens semblants
Les consideracions precedents han estat llargament desenvolupades pels objectes que es mouen dins l'aire (avions, bales de fusell, ...). Es poden aplicar també amb algunes modificacions a altres fenòmens gasosos (xoc unidimensional dins l'aire d'un tub pressionat per un pistó, explosió, ...).
L'efecte Txerenkov és una ona de xoc concernent a les ones lumíniques: a causa del fet que una partícula nuclear assimilable a un punt es desplaça més aviat que la llum dins un medi transparent, on la llum va a menys velocitat que la velocitat en el buit, c, es produeix un fenomen anàleg a un con de Mach, en el que la llum fa el paper del so. Aquest fenomen es dona només en els medis en què la llum va a menys velocitat que en el buit, perquè no es coneixen partícules que viatgin a més velocitat que la llum.
Un vaixell, i altres elements que es desplacen dins l'aigua per la seva pròpia propulsió, produeixen un solc que tanca totes les pertorbacions precedents. Aquest fenomen es caracteritza pel fet que l'angle que delimita la zona pertorbada és de 39° independentment de la rapidesa del vaixell.

## Ones de xoc estàtiques
- Se sol dir que els límits de la magnetosfera de la Terra són ones de xoc. En aquesta frontera les partícules del vent solar són frenades de forma abrupta. A causa del fet que la velocitat mitjana d'aquestes partícules és relativament gran en comparació amb la del so en aquest medi es produeixen ones de xoc.
- En ~ 50-100 ua el vent solar es frena en el medi interestel·lar. En el límit de l'heliopausa es pot produir una ona de xoc.
- En els propulsors dels coets poden es poden produir ones de xoc si estan mal dissenyats. Aquestes ones poden causar la destrucció del coet, és per això que les ones de xoc aquí han de ser esmorteïdes.

## Vegeu
- Nombre de Mach
- Efecte Txerenkov